# Cumbre de la Tierra de Estocolmo
La Conferencia de Naciones Unidas sobre el Medio Ambiente Humano (CNUMAH) también conocida como Conferencia de Estocolmo fue una conferencia internacional convocada por la Organización de Naciones Unidas celebrada en Estocolmo, Suecia entre el 5 y el 16 de junio de 1972. Fue la primera gran conferencia que se organizó sobre cuestiones medioambientales, y marcó un punto de inflexión en el desarrollo de la política internacional en dicha tarea.
Cuando la Asamblea General decidió convocar la Conferencia de Estocolmo, a iniciativa del Gobierno de Suecia, el Secretario General U Thant invitó a Maurice Strong para llevar las funciones de Secretario General de la Conferencia.
La conferencia fue abierta y dirigida por el primer ministro sueco, Olof Palme y el secretario general Kurt Waldheim para discutir el estado del medio ambiente mundial. Con la asistencia de los representantes de 113 países, 19 organismos intergubernamentales, y más de 400 organizaciones intergubernamentales y no gubernamentales, es ampliamente reconocido como el comienzo de la conciencia moderna política y pública de los problemas ambientales globales.
En la reunión se acordó una Declaración que contiene 26 principios sobre el medio ambiente y el desarrollo, un plan de acción con 109 recomendaciones, y una resolución.
Uno de los principales resultados de la conferencia de Estocolmo fue la creación del Programa de las Naciones Unidas para el Medio Ambiente (PNUMA).
Algunos sostienen que esta conferencia, y en especial las conferencias científicas que le preceden, tuvo un impacto real en las políticas medioambientales de la Comunidad Europea (que más tarde se convertiría en la Unión Europea). Por ejemplo, en 1973, la UE creó la primera Directriz sobre Protección del Medio Ambiente y los Consumidores, y compuso el primer Programa de Acción Ambiental. Este interés y la colaboración investigativa sin duda allanaron el camino para profundizar el conocimiento sobre el calentamiento global, que ha dado lugar a acuerdos como el Protocolo de Kioto.

## Declaración de Estocolmo
Declaración de Estocolmo de la Conferencia de las Naciones Unidas Sobre el Medio Humano, reunida en Estocolmo del 5 al 16 de junio de 1972 y, atenta a la necesidad de un criterio y unos principios comunes que ofrezcan a los pueblos del mundo inspiración y guía para preservar y mejorar el medio humano, proclama que:
1. El hombre es a la vez obra y artífice del medio que lo rodea, el cual le da el sustento material y le brinda la oportunidad de desarrollarse intelectual, moral, social y espiritualmente. En la larga y tortuosa evolución de la raza humana en este planeta se ha llegado a una etapa en que, gracias a la rápida aceleración de la ciencia y la tecnología, el hombre ha adquirido el poder de transformar, de innumerables maneras y en una escala sin precedentes, cuando lo rodea. Los dos aspectos del medio humano, el natural y el artificial, son esenciales para el bienestar del hombre y para el goce de los derechos humanos fundamentales, incluso el derecho a la vida misma.
2. La protección y mejoramiento del medio humano es una cuestión fundamental que afecta al bienestar de los pueblos y al desarrollo económico del mundo entero, un deseo urgente de los pueblos de todo el mundo y un deber de todos los gobiernos.
3. El hombre debe hacer constantemente recapitulación de su experiencia y continuar descubriendo, inventando, creando y progresando. Hoy en día, la capacidad del hombre de transformar lo que lo rodea, utilizada con discernimiento, puede llevar a todos los pueblos los beneficios del desarrollo y ofrecerles la oportunidad de ennoblecer su existencia. Aplicado errónea o imprudentemente, el mismo poder puede causar daños incalculables al ser humano y a su medio. A nuestro alrededor vemos multiplicarse las pruebas de daño causado por el hombre en muchas regiones de la tierra: niveles peligrosos de contaminación del agua, el aire, la tierra y los seres vivos, grandes trastornos del equilibrio ecológico de la biosfera; destrucción y agotamiento de recursos insustituibles y graves deficiencias, nocivas para la salud física, mental y social del hombre, en el medio por él creado, especialmente en aquel en que vive y trabaja.
4. En los países en desarrollo, la mayoría de los problemas ambientales están motivados por el subdesarrollo. Millones de personas siguen viviendo muy por debajo de los niveles mínimos necesarios para una existencia humana decorosa, privadas de alimentación y vestido, de vivienda y educación, de sanidad e higiene adecuados. Por ello, los países en desarrollo deben dirigir sus esfuerzos hacia el desarrollo, teniendo presentes sus prioridades y la necesidad de salvaguardar y mejorar el medio. Con el mismo fin, los países industrializados deben esforzarse por reducir la distancia que los separa de los países en desarrollo. En los países industrializados, los problemas ambientales están generalmente relacionados con la industrialización y el desarrollo tecnológico.
5. El crecimiento natural de la población plantea continuamente problemas relativos a la preservación del medio, y se deben adoptar normas y medidas apropiadas, según proceda, para hacer frente a esos problemas. De cuanto existe en el mundo, los seres humanos son lo más valioso. Ellos son quienes promueven el progreso social, crean riqueza social, desarrollan la ciencia y la tecnología y, con su duro trabajo, transforman continuamente el medio humano. Con el progreso social y los adelantos de la producción, la ciencia y la tecnología, la capacidad del hombre para mejorar el medio se acrece cada día que pasa.
6. Hemos llegado a un momento de la historia en que debemos orientar nuestros actos en todo el mundo atendiendo con mayor cuidado a las consecuencias que puedan tener para el medio. Por ignorancia o indiferencia podemos causar daños inmensos e irreparables al medio terráqueo del que dependen nuestra vida y nuestro bienestar. Por el contrario, con un conocimiento más profundo y una acción más prudente, podemos conseguir para nosotros y para nuestra posteridad unas condiciones de vida mejores en un medio más en consonancia con las necesidades y aspiraciones del hombre. Las perspectivas de elevar la calidad del medio y de crear una vida satisfactoria son grandes. Lo que se necesita es entusiasmo, pero a la vez, serenidad de ánimo; trabajo afanoso, pero sistemático. Para llegar a la plenitud de su libertad dentro de la naturaleza, el hombre debe aplicar sus conocimientos a forjar, en armonía con ella, un medio mejor. La defensa y el mejoramiento del medio humano para las generaciones presentes y futuras se ha convertido en meta imperiosa de la humanidad, que ha de perseguirse al mismo tiempo que las metas fundamentales ya establecidas de la paz y el desarrollo económico y social en todo el mundo, y de conformidad con ellas.
7. Para llegar a esa meta será menester que ciudadanos y comunidades, empresas e instituciones, en todos los planos, acepten las responsabilidades que les incumben y que todos ellos participen equitativamente en la labor común. Hombres de toda condición y organizaciones de diferente índole plasmarán, con la aportación de sus propios valores y la suma de sus actividades, el medio ambiente del futuro. Corresponderá a las administraciones locales y nacionales, dentro de sus respectivas jurisdicciones, la mayor parte de la carga en cuanto al establecimiento de normas y la aplicación de medidas en gran escala sobre el medio. También se requiere la cooperación internacional con objeto de allegar recursos que ayuden a los países en desarrollo a cumplir su cometido en esta esfera. Hay un número cada vez mayor de problemas relativos al medio que, por ser de alcance regional o mundial o por repercutir en el ámbito internacional común, requerirán una amplia colaboración entre las naciones y la adopción de medidas por las organizaciones internacionales en interés de todos. La conferencia encarece a los gobiernos y a los pueblos que aúnen sus esfuerzos para preservar y mejorar el medio humano en beneficio del hombre y de su posteridad.

DECLARACIÓN DE PRINCIPIOS
Expresa la convicción común de que:
Principio I. El hombre tiene el derecho fundamental a la libertad, la igualdad y el disfrute de condiciones de vida adecuadas en un medio de calidad tal que le permita llevar una vida digna y gozar de bienestar y, tiene la solemne obligación de proteger y mejorar el medio para las generaciones presentes y futuras. A este respecto, las políticas que promueven o perpetúan el apartheid, la segregación racial, la discriminación, la opresión colonial y otras formas de opresión y de dominación extranjera quedan condenadas y deben eliminarse.
Principio 2. Los recursos naturales de la tierra, incluidos el aire, el agua, la tierra, la flora y la fauna y especialmente muestras representativas de los ecosistemas naturales, deben preservarse en beneficio de las generaciones presentes y futuras mediante cuidadosa planificación u ordenación, según convenga.
Principio 3. Debe mantenerse y, siempre que sea posible, restaurarse o mejorarse la capacidad de la tierra para producir recursos vitales renovables.
Principio 4. El hombre tiene la responsabilidad especial de preservar y administrar juiciosamente el patrimonio de la flora y fauna silvestres y su hábitat, que se encuentran actualmente en grave peligro por una combinación de factores adversos. En consecuencia, al planificar el desarrollo económico debe atribuirse importancia a la conservación de la naturaleza, incluidas la flora y fauna silvestres.
Principio 5. Los recursos no renovables de la tierra deben emplearse de forma que se evite el peligro de su futuro agotamiento y se asegure que toda la humanidad comparte los beneficios de tal empleo.
Principio 6. Debe ponerse fin a la descarga de sustancias tóxicas o de otras materias y a la liberación de calor, en cantidades o concentraciones tales que el medio no pueda neutralizarlas, para que no se causen daños graves o irreparables a los ecosistemas. Debe apoyarse la justa lucha de los pueblos de todos los países contra la contaminación.
Principio 7. Los estados deberán tomar todas las medidas posibles para impedir la contaminación de los mares por sustancias que puedan poner en peligro la salud del hombre, dañar los recursos vivos y la vida marina, menoscabar las posibilidades del esparcimiento o entorpecer otras utilizaciones legítimas del mar.
Principio 8. El desarrollo económico y social es indispensable para asegurar al hombre un ambiente de vida y trabajo favorable y crear en la tierra las condiciones necesarias para mejorar la calidad de la vida.
Principio 9. Las deficiencias del medio originadas por las condiciones del subdesarrollo y los desastres naturales plantean graves problemas y, la mejor manera de subsanarlas es el desarrollo acelerado mediante la transferencia de cantidades considerables de asistencia financiera y tecnológica que complemente los esfuerzos internos de los países en desarrollo y la ayuda oportuna que pueda requerirse.
Principio 10. Para los países en desarrollo, la estabilidad de precios y la obtención de ingresos adecuados de los productos básicos y las materias primas son elementos esenciales para la ordenación del medio, ya que han de tenerse en cuenta tanto los factores económicos como los procesos ecológicos.
Principio 11. Las políticas ambientales de todos los estados deberían estar encaminadas a aumentar el potencial de crecimiento actual o futuro de los países en desarrollo y no deberían menoscabar ese potencial ni obstaculizar el logro de mejores condiciones de vida para todos y, los estados y las organizaciones internacionales deberían tomar las disposiciones pertinentes con miras a llegar al acuerdo para hacer frente a las consecuencias económicas que pudieran resultar, en los planos nacional e internacional, de la aplicación de medidas ambientales.
Principio 12. Deberían destinarse recursos a la conservación y mejoramiento del medio, teniendo en cuenta las circunstancias y las necesidades especiales de los países en desarrollo y cualesquiera gastos que pueda originar a estos países la inclusión de medidas para la conservación del medio en sus planes de desarrollo, así como la necesidad de prestarles, cuando lo soliciten, más asistencia financiera internacional con ese fin.
Principio 13. A fin de lograr una más racional ordenación de los recursos y mejorar así las condiciones ambientales, los estados deberían adoptar un enfoque integrado y coordinado de la planificación de su desarrollo de modo que quede asegurada la compatibilidad del desarrollo con la necesidad de proteger y mejorar el medio humano en beneficio de su población.
Principio 14. La planificación racional constituye un instrumento indispensable para conciliar las diferencias que puedan surgir entre las exigencias del desarrollo y la necesidad de proteger y mejorar el medio.
Principio 15. Debe aplicarse la planificación a los asentamientos humanos y a la urbanización con miras a evitar repercusiones perjudiciales sobre el medio y a obtener los máximos beneficios sociales económicos y ambientales para todos. A este respecto deben abandonarse los proyectos destinados a la dominación colonialista y racista.
Principio 16. En las regiones en que exista el riesgo de que la tasa de crecimiento demográfico o las concentraciones excesivas de población perjudiquen al medio o al desarrollo, o en que la baja densidad de población pueda impedir el mejoramiento del medio humano y obstaculizar el desarrollo, deberían aplicarse políticas demográficas que respetasen los derechos humanos fundamentales y contasen con la aprobación de los gobiernos interesados.
Principio 17. Debe confiarse a las instituciones nacionales competentes la tarea de planificar, administrar o controlar la utilización de los recursos ambientales de los estados con miras a mejorar la calidad del medio.
Principio 18. Como parte de su contribución al desarrollo económico y social se deben utilizar la ciencia y la tecnología para descubrir, evitar y combatir los riesgos que amenazan al medio, para solucionar los problemas ambientales y para el bien común de la humanidad.
Principio 19. Es indispensable una labor de educación en cuestiones ambientales, dirigida tanto a las generaciones jóvenes como a los adultos y que preste la debida atención al sector de población menos privilegiado, para ensanchar las bases de una opinión pública bien informada y de una conducta de los individuos, de las empresas y de las colectividades inspirada en el sentido de su responsabilidad en cuanto a la protección y mejoramiento del medio en toda su dimensión humana. Es también esencial que los medios de comunicación de masas eviten contribuir al deterioro del medio humano y difundan, por el contrario, información de carácter educativo sobre la necesidad de protegerlo y mejorarlo, a fin de que el hombre pueda desarrollarse en todos los aspectos.
Principio 20. Se deben fomentar en todos los países, especialmente en los países en desarrollo, la investigación y el desenvolvimiento científicos referentes a los problemas ambientales, tanto nacionales como multinacionales. A este respecto, el libre intercambio de información científica actualizada y de experiencia sobre la transferencia debe ser objeto de apoyo y asistencia, a fin de facilitar la solución de los problemas ambientales; las tecnologías ambientales deben ponerse a disposición de los países en desarrollo en condiciones que favorezcan su amplia difusión sin que constituyan una carga económica excesiva para esos países.
Principio 21. De conformidad con la Carta de las Naciones Unidas y con los principios del derecho internacional, los estados tienen el derecho soberano de explotar sus propios recursos en aplicación de su propia política ambiental y la obligación de asegurar que las actividades que se lleven a cabo dentro de su jurisdicción o bajo su control no perjudiquen al medio de otros estados o de zonas situadas fuera de toda jurisdicción nacional.
Principio 22. Los estados deben cooperar para continuar desarrollando el derecho internacional en lo que se refiere a la responsabilidad y a la indemnización a las víctimas de la contaminación y otros daños ambientales que las actividades realizadas dentro de la jurisdicción o bajo el control de tales estados causen a zonas situadas fuera de su jurisdicción.
Principio 23. Sin perjuicio de los criterios que puedan acordarse por la comunidad internacional y de las normas que deberán ser definidas a nivel nacional, en todos los casos será indispensable considerar los sistemas de valores prevalecientes en cada país y la aplicabilidad de unas normas que, si bien son válidas para los países más avanzados, pueden ser inadecuados y de alto costo social para los países en desarrollo.
Principio 24. Todos los países, grandes o pequeños, deben ocuparse, con espíritu de cooperación y de pie de igualdad, en las cuestiones internacionales relativas a la protección y mejoramiento del medio. Es indispensable cooperar, mediante acuerdos multilaterales o bilaterales o por otros medios apropiados, para controlar, evitar, reducir y eliminar eficazmente los efectos perjudiciales que las actividades que se realicen en cualquier esfera puedan tener para el medio, teniendo en cuenta debidamente la soberanía y los intereses de todos los estados.
Principio 25. Los estados se asegurarán de que las organizaciones internacionales realicen una labor coordinada, eficaz y dinámica en la conservación y mejoramiento del medio.
Principio 26. Es preciso librar al hombre y a su medio de los efectos de las armas nucleares y de todos los demás medios de destrucción en masa. Los estados deben esforzarse por llegar pronto a un acuerdo, en los órganos internacionales pertinentes, sobre la eliminación y destrucción completa de tales armas.
El plan de acción constaba de tres tipos generales de acción: 
a) El programa global de evaluación del medio humano (Vigilancia mundial); 
b) Las actividades de ordenación del medio humano; 
c) Las medidas internacionales auxiliares de la acción nacional e internacional de evaluación y ordenación. 
Además, estos tipos generales de acción se desglosaron en 109 recomendaciones.